# چرنوزم

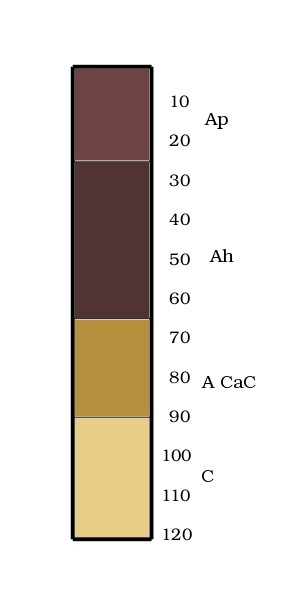
نمودار چرنوزم

چرنوزم یا خاک چرنوزیوم کلمه‌ای روسی که برای خاکهای حاصلخیز و سیاه (یا قهوه‌ای) جنوب شوروی به کار می‌رود. برای این خاک از واژهٔ سیاخاک نیز استفاده می‌کنند.
این خاک مناطقی چون کناره‌های دریای سیاه، مجارستان و رومانی را نیز دربر گرفته‌است. از مشخصات آن وجود مقدار زیادی گیاخاک در افق A است و در افق B آن مقداری رس وجود دارد. خاکی است قوی که برای کشت غلات مناسب بوده و احتیاجی به اضافه کردن کود ندارد. از این نوع خاک‌ها در ساسکاچوان کانادا تا شمال داکوتا و تکزاس در آمریکا وجود دارد. پوشش علفزار با این خاک توأم بوده و غنای آن را بیشتر می‌کند. ناحیهٔ چرنوزم در شوروی شامل فلات مرکزی ناحیهٔ دنیپر تا سیبری مرکزی است که میزان بارش سالانهٔ آن به طور متوسط ۶۰۰ میلیمتر است.

توزیع خاک های چرنوزم در جهان بر اساس طبقه بندی پایگاه مرجع جهانی منابع خاک:
طبقه بندی:
بیشتر از 50درصد پوشش خاک
(25-50%)
(5-25%)

### توضیحات
خاک غنی از مواد آلی با رنگ سیاه، اولین بار توسط واسیلی دوکوچایف، زمین شناس روسی، در سال 1883 در دشت یا دشت چمن زار شرق اوکراین و روسیه غربی شناسایی شد.
چرنوزم حدود 230 میلیون هکتار زمین را پوشش می دهد. دو "کمربند چرنوزم" در جهان وجود دارد. یکی استپ اوراسیا است که از شرق کرواسی (Slavonia)، در امتداد دانوب (شمال صربستان، شمال بلغارستان (دشت دانوب)، جنوب و شرق رومانی (دشت والاچی و دشت مولداوی) و مولداوی، تا شمال شرق اوکراین در سراسر سیاه مرکزی امتداد دارد. منطقه زمینی از روسیه مرکزی و جنوبی تا سیبری. منطقه دیگر از چمنزارهای کانادا در منیتوبا تا دشت های بزرگ ایالات متحده تا جنوب کانزاس امتداد دارد.
این زمین را می توان به مقدار کم در جاهای دیگر (به عنوان مثال، در 1٪ از لهستان)، مجارستان و تگزاس یافت. همچنین در شمال شرقی چین، نزدیک هاربین وجود دارد. تنها چرنوزم واقعی در استرالیا در اطراف Nimmitabel، برخی از غنی ترین خاک های این قاره واقع شده است.
پیش از این، یک بازار سیاه برای خاک در اوکراین وجود داشت. فروش زمین کشاورزی از سال 1992 در اوکراین غیرقانونی بود تا زمانی که این ممنوعیت در سال 2020 برداشته شد، اما خاک حمل شده با کامیون می توانست به طور قانونی معامله شود. به گفته سازمان غیردولتی جبهه سبز مستقر در خارکف، پیش‌بینی می‌شود که بازار سیاه چرنوزم به‌طور غیرقانونی در اوکراین در سال 2011 به 900 میلیون دلار در سال برسد.